# Aliocha Ptitsyne se forge un caractère
Pour plus de détails, voir Fiche technique et Distribution.
Aliocha Ptitsyne se forge un caractère (en russe : Алёша Птицын вырабатывает характер) est une comédie soviétique réalisée par Anatoli Granik, d'après le scénario d'Agnia Barto, et sortie en 1953. 

## Fiche technique
- Titre : Aliocha Ptitsyne se forge un caractère
- Titre original : Алёша Птицын вырабатывает характер
- Réalisateur : Anatoli Granik
- Scénaristes : Agnia Barto
- Photographie : Evgueni Chapiro (ru)
- Cameraman : Dmitri Meskhiev
- Direction artistique : Alexeï Roudiakov
- Musique : Oleg Karavaïtchouk
- Son : Nikolaï Kosarev
- Production : Lenfilm
- Format : Mono - noir et blanc
- Pays de production : URSS
- Durée : 73 minutes
- Date de sortie : 2 novembre 1953

## Distribution
- Viktor Kargopoltsev :Aliocha Ptitsyne
- Olga Pyjova : Olga Aleksandrovna, grand-mère d'Aliocha
- Valentina Sperantova : Sima, amie de la grand-mère
- Natalia Selezniova : Sachenka, petite fille de Sima
- Youri Boublikov (ru) : père d'Aliocha
- Tamara Aliochina (ru) : mère d'Aliocha
- Nadejda Roumiantseva : Galia, sœur d'Aliocha
- Alexandre Mikhaïlov : instituteur d'Aliocha
- Lidya Soukharevskaïa (ru) : Sergeenko, lieutenant de police
- Ekaterina Savinova : vendeuse de glace
- Roza Makagonova : étudiante
- Serioja Podmasterev : Genka, voisin d'Aliocha
- Boria Vassiliev : Nikita, ami d'Aliocha